# Michael Spinks
Michael Spinks (ur. 13 lipca 1956 w Saint Louis) – amerykański bokser, złoty medalista olimpijski z Montrealu w wadze średniej. 

## Kariera zawodowa
W 1977 przeszedł na zawodowstwo. Niepokonany zawodowy mistrz świata WBA (1981-1986), WBC (1983-1986) i IBF (1984-1985) w wadze półciężkiej. W 1985 przeszedł do wagi ciężkiej i odebrał mistrzostwo świata IBF Larry'emu Holmesowi. Tytuł dzierżył do 1987. W 1988 został znokautowany w walce o niekwestionowane mistrzostwo świata przez Mike'a Tysona. Była to jedyna porażka, a zarazem ostatnia jego walka na zawodowym ringu.
W 1994 został wprowadzony do Międzynarodowej Galerii Sław Boksu.